# Jean Paléologue (fils d'Andronic II)
Pour les articles homonymes, voir Jean Paléologue.
Jean Paléologue (en grec: Ἱωάννης Παλαιολόγος) né en  1286 et mort en 1307 était le fils de l'empereur byzantin Andronic II Paléologue qui a régné de 1282 à 1328 et de sa seconde épouse, Irène de Montferrat.

## Biographie
Il reçoit la dignité de despote le 22 mai 1295. Il épouse Irène Palaiologina Choumnaina, la fille de Nicéphore Choumnos en 1303. Le couple n'aura pas d'enfants. En 1304, il sert comme gouverneur de Thessalonique, où il fait des dons au monastère Hodigitria. En 1305, le marquisat de Montferrat devient vacant. Sa mère voulait transmettre ses droits à son fils aîné Jean, mais le patriarche de Constantinople, Athanase Ier, s'oppose à son départ. C'est son frère cadet Théodore qui est envoyé à sa place. Jean Paléologue meurt en 1307 à Thessalonique. En 1321, son corps est transféré à Constantinople et enterré dans le monastère Pantokrator.

## Source
- (en) Cet article est partiellement ou en totalité issu de l’article de Wikipédia en anglais intitulé « John Palaiologos (son of Andronikos II) » (voir la liste des auteurs).